# Сруога, Балис
Бали́с Сруо́га (лит. Balys Sruoga; 21 января (2 февраля) 1896 — 16 октября 1947) — литовский прозаик, литературный критик, литературовед, театровед, драматург, публицист, переводчик, эссеист; доктор философских наук (1924).

## Биография

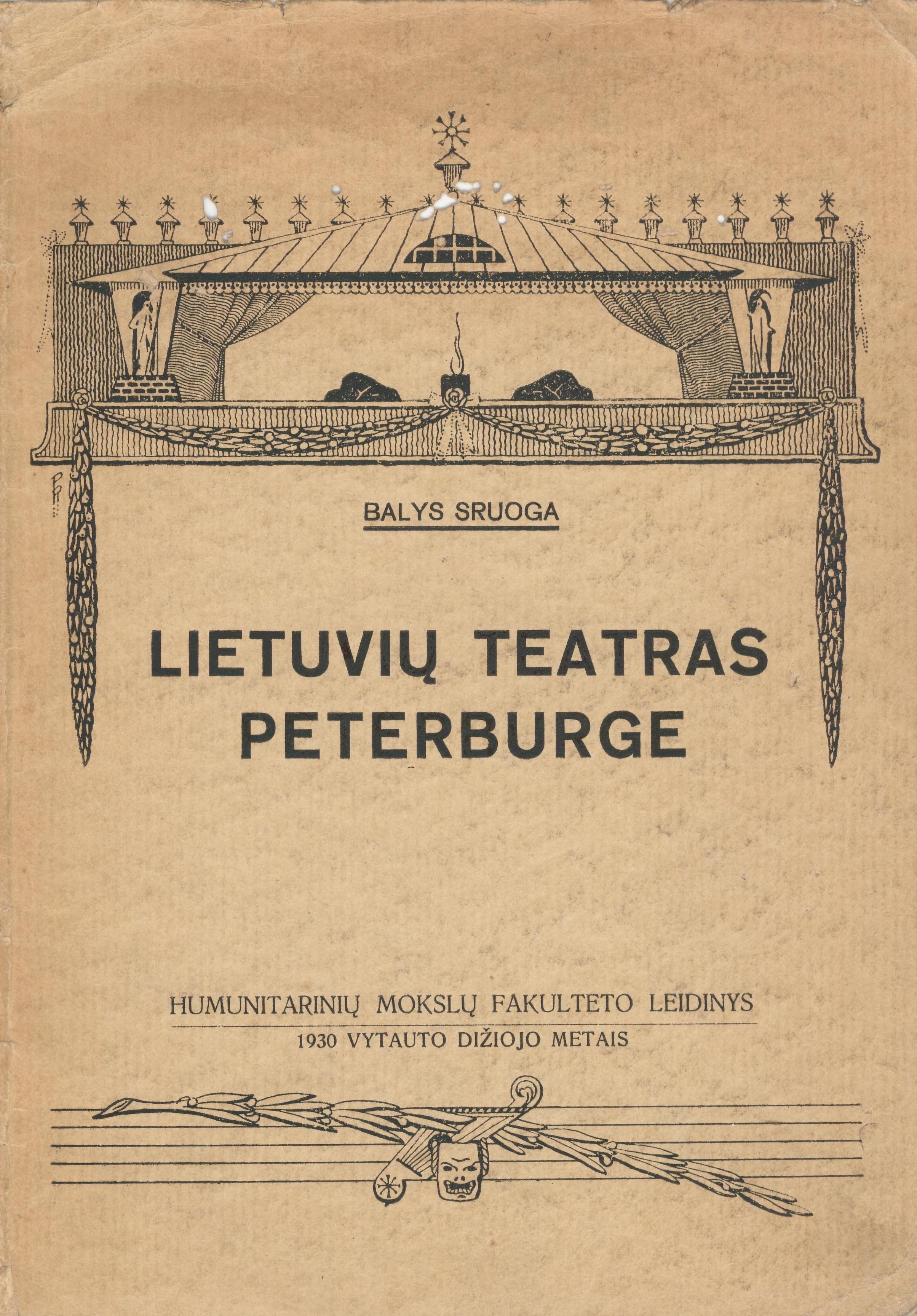
«Литовский театр в Петербурге» (1930). Обложка

Родился в деревне Байбокай Поневежского уезда Ковенской губернии (ныне Биржайский район). Учился в реальной гимназии в Поневеже, затем поступил в Лесной институт в Петрограде (1914), позднее изучал литературу на историко-филологическом факультете Петроградского и Московского университета (1916—1918). Познакомился с Юргисом Балтрушайтисом, через него — с Константином Бальмонтом и Вячеславом Ивановым. Принимал участие в подготовке, по инициативе Максима Горького, антологии литовской литературы на русском языке.
В 1918 году вернулся в Литву.
Один из инициаторов создания сатирического театра «Вилколакис» (1919—1925).
В 1921—1924 годах учился в Мюнхенском университете. С 1924 года преподавал в Литовском университете в Каунасе (с 1930 года носившего название Университета Витаутаса Великого) русский фольклор и литературу, курс истории театра, вёл семинар по театроведению. Профессор Университета Витаутаса Великого (с 1932). В 1940—1943 годах и после войны (1945—1947) преподавал в Вильнюсском университете.
В 1943—1945 годах — узник гитлеровского концлагеря «Штутгоф». Жена писателя историк Ванда Даугирдайте-Сруогене (1899—1997) в 1944 году, с приближением советских войск к Литве, выехала на Запад; умерла в Соединённых Штатах.

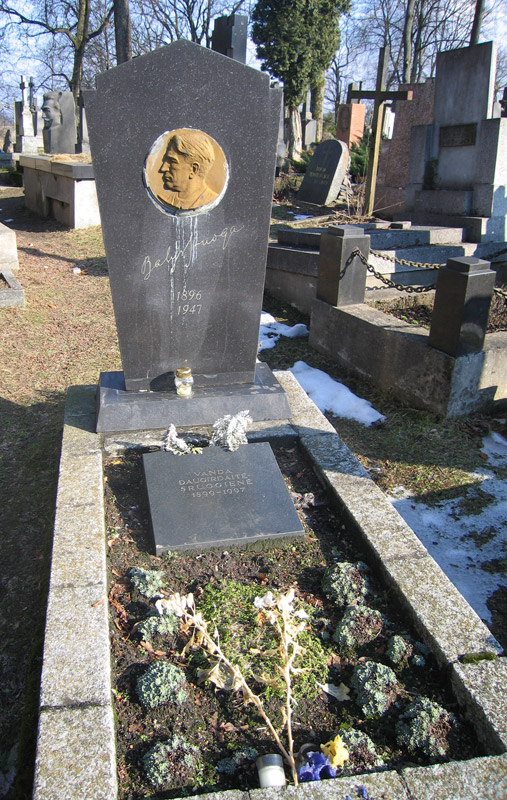
Могила на кладбище Расу (скульптор Пятрас Александравичюс)

Умер Балис Сруога вскоре после войны, в 1947 году, в Вильнюсе. Похоронен на вильнюсском кладбище Расу. Томас Венцлова писал о нём:

Сруога попал в немецкий концлагерь, откуда возвратился в Вильнюс. Успел написать книгу о лагере, достаточно сильную, циничную, по тону немного напоминающую Боровского. На писательском собрании один из партийных чинов сказал буквально следующее: немцы, видимо, были правы, что держали таких людишек в концлагерях. Сруога был потрясён и вскоре после этого собрания умер.— 
Заключению в Штутгофе посвящена книга «Лес богов» («Dievų miškas»).

## Творчество
С 1911 года печатал в журнале для учащихся «Аушрине» („Aušrinė“), газете «Ригос науенос» („Rygos naujienos“) и других периодических изданиях корреспонденции, статьи и стихотворения, в которых подражал Майронису и литовским народным песням. В сборниках стихов «Солнце и песок» (1920), «Тропами богов» (1923) преобладают полутона и эмоциональная непосредственность. В исторических драмах «В тени исполина» (1932), «Страшная ночь» (1935), «Радвила Перкунас» (1935), «Доля предрассветная» (1945), «Казимир Сапега» (1947) рисуются судьбы литовского народа в поворотные моменты истории. Осталась незавершённой начатая после войны пьеса о Варваре Радзивилл.
Переводил на литовский язык стихотворения Юргиса Балтрушайтиса, Александра Блока, Валерия Брюсова, Вячеслава Иванова, Фёдора Сологуба, также Шарля Бодлера и Поля Верлена, Генриха Гейне и Новалиса.
Перевёл на литовский язык «Слово о полку Игореве». На русский язык перевёл несколько стихотворений литовских поэтов для сборника «Отечество. Пути и достижения национальных литератур России» под редакцией проф. И. А. Бодуэн де Куртенэ, проф. Н. А. Гредескула, Б. А. Гуревича, кн. П. Д. Долгорукова, проф. В. Н. Сперанского (1916).
Написанная в ироническом ключе мемуарная книга о Штутгофе «Лес богов» (написана в 1945, опубликована в 1957) раскрывает трагизм обесчеловечения человека; переведена на многие языки, включая русский (перевод Григория Кановича и Фёдора Шуравина, 1957). На русский язык переводились также стихотворения Сруоги (переводы Ильи Сельвинского, Л. Миля).
Работы Сруоги о театре заложили основу литовского театроведения. Автор «Истории русской литературы» (т. 1—2, 1931—1933), в основу которой легли его лекции.

## Издания
- Raštai. 17 tomų. Vilnius: Alma littera, 1996 (Сочинения).
- Balys Sruoga: rinktinė. Kaunas: Valstybinė pedagoginės literatūros leidykla, 1958 (Избранное).
- Rinktinė. Kaunas, 1959 (Избранное).
- Rinktinė. Kaunas, 1960 (Избранное).

### Дебютная книга
- Deivė iš ežero: Svanetų žemės legenda. Vilnius, 1919.

### Сборники стихотворений
- Saulė ir smiltys: aidijos, giesmės, poemos. 1920.
- Dievų takais. Klaipėda; Tilžė: Rytas, 1923.
- Bangų viršūnės: eilėraščiai. Vilnius, 1966.
- Į mėlynus tolius: eilėraščių rinkinys. Vilnius: Vaga, 1981.

### Пьесы
- Milžino paunksmė: trilogiška istorijos kronika. Kaunas: Tulpė, 1932.
  - повторные издания: 2-asis leidimas. Chicago: Terra, 1954; Montreal: Monrealio lietuvių dramos teatras, 1960; Vilnius: Baltos lankos, 1995; Vilnius: Baltos lankos, 1996; Vilnius: Baltos lankos, 1999.
- Aitvaras teisėjas: pjesė. Kaunas: Sakalas, 1935.
  - повторные издания: Panevėžys, 1938; Aitvaras teisėjas: pjesė ir poemos. Vilnius: Vyturys, 1987.
- Baisioji naktis: drama. Kaunas: Sakalas, 1935.
- Radvila Perkūnas: muzikinė pjesė. Kaunas, 1935.
- Kazimieras Sapiega: istoriška kronika. Chicago: Terra, 1944.
  - повторные издания: Kaunas: Valstybinė grožinės literatūros leidykla, 1947.
- Apyaušrio dalia. Kaunas, 1945.
- Vytis ir kryžius: pjesė. Kaunas, 1988.
- Kas bus, kas nebus, bet žemaitis nepražus: kaip Jonis Mažrimukas 1812 metais iš Viekšnių Kaunan nusikraustė ir Napoleoną regėjo — ir kas iš to išėjo. Kaunas, 1937.
  - повторные издания: 2-asis leidimas. Chicago: Terra, 1955.
- Giesmė apie Gediminą: gražiajam jaunimėliui. Kaunas: Sakalas, 1938.
  - повторные издания: Chicago: Terra, 1952; Giesmė apie Gediminą: gražiajam jaunimėliui. Chicago: M. Morkūnas, 1982; Giesmė apie Gediminą. Vilnius: Vyturys, 1993.

### Лес богов
- Лес богов (лит. Dievų miškas): atsiminimai, Vilnius: Valstybinė grožinės literatūros leidykla, 1957, 494 с, [9] иллюстр. л. (Sruoga B. Raštai, t. 5). 
  - переиздания: Chicago (Ill.): Terra, 1957, 482, [4] с.: портр.; Vilnius: Valstybinė grožinės literatūros leidykla, 1960, 534 с.: иллюстр.; Vilnius: Vaga, 1971, 422 с; Vilnius: Vaga, 1976, 426, [1] c.; Kaunas: Šviesa, 1979, 319, [1] с.; Vilnius: Vaga, 1985, 252 с; Vilnius: Žaltvykslė, 2005, 171, [1] с. (отрывки для школы); Vilnius: Lietuvos aklųjų b-ka, 2005, 1 аудиодиск (13 часов 5 мин.): запись в формате MP3 (либо 3 аудиодиска (13 часов 5 мин.): запись в формате WAV).
- [lib.ru/MEMUARY/KONCLAGER/les.txt Лес богов]: мемуарная книга / перевод с литовского Г. Кановича и Ф. Шуравина, Вильнюс: Vaga, 1982, 351, [1] с.
  - другое издание: Вильнюс : Vaga, 1974, 392 с.
- Forest of the Gods: memoirs / translation from Lithuanian into English by Aušrinė Byla, Vilnius: Vaga, 1996, 339, [3] p.
  - Forest of the Gods: a few chapters from the English translation of «Dievų Miškas» written by the celebrated Lithuanian author Balys Sruoga (1896—1947) / translated by Aušrinė Byla, Lituanus, Winter 1974, vol. 20, No.4.
  - 2 rev. ed. Vilnius: Versus aureus, 2005, 462, [2] с.

Экранизация: Лес богов (лит. Dievų miškas (filmas)), 2005, производство Литва — Великобритания, UAB Baltijos filmų grupė («Baltic Film Group»); 110 минут, цветной, 35 мм. Язык: литовский; субтитры: английские.  

Актёры: Steven Berkoff, Valentinas Masalskis, Liubomiras Laucevičius, Rolandas Boravskis, Šarūnas Puidokas, Robertas Urbonas, Saulius Mykolaitis, Monika Bičiūnaitė. 

Режиссёр: Альгимантас Пуйпа (лит. Algimantas Puipa), сценаристы: Algimantas Puipa, Ričardas Gavelis.

### Критика, литературоведение, театроведение
- Dainų poetikos etiudai. Kaunas: Humanitarinių mokslų fakultetas, 1927.
- Kipras Petrauskas. Kaunas, 1929.
- Lietuvių teatras Peterburge: lietuvių teatro istorijos medžiaga. Kaunas: Humanitarinių mokslų fakultetas, 1930.
- Šarūnas valstybės teatre. Kaunas: Tulpė, 1930.
- Rusų literatūros istorija. 2 tomai. Kaunas: Humanitarinių mokslų fakultetas, 1931—1932.
- Lietuvių liaudies dainų rinktinė. Kaunas: Valstybinė grožinės literatūros leidykla, 1949.
- Verpetai ir užuovėjos. Vilnius: Vaga, 1990.

## Память

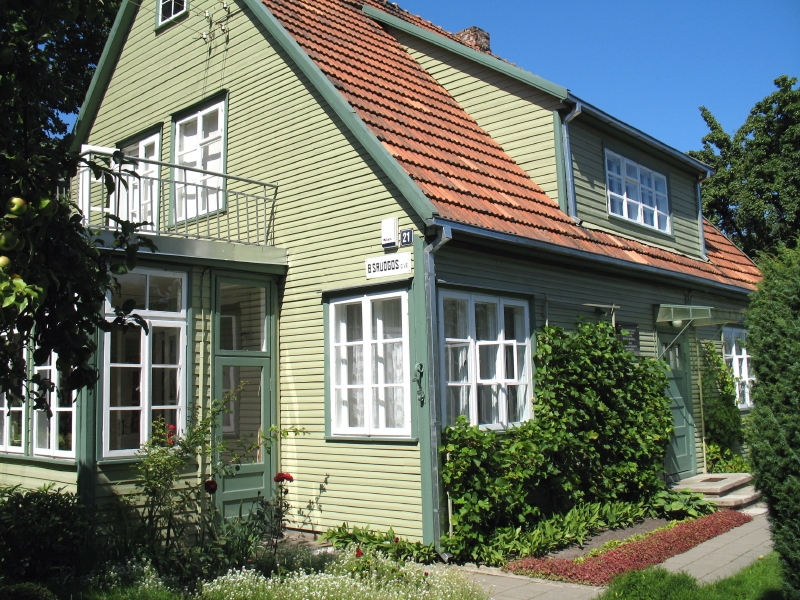
Дом-музей Балиса Сруоги

В Каунасе улица, на которой писатель и Ванда Даугирдайте-Сруогене в 1938 году построили дом, в 1956 году была названа именем Балиса Сруоги. Улица Балиса Сруоги с 1988 года есть в Бирштонасе. В 1966 году на доме, в котором супруги прожили в Каунасе до 1940 года (B. Sruogos g. 21) была установлена мемориальная плита, а в доме открыт филиал Каунасской публичной библиотеки и мемориальный музей Балиса Сруоги. В 1993 году музей стал филиалом Музея литовской литературы имени Майрониса, с 1997 года носит название Мемориального дома-музея Балиса и Ванды Сруоги. В 2007 году на доме была обновлена мемориальная доска
На стене дома в Вильнюсе на улице Тауро (Tauro g. 10), в котором писатель жил в 1940—1943 и 1945—1947 годах, в 1992 году установлена мемориальная доска. Имя Балиса Сруоги носит одна из аудиторий филологического факультета Вильнюсского университета. В вестибюле филологического факультета среди фигур знаменитых преподавателей университета изображён писатель (сграффито Римантаса Гибавичюса; 1990).